# ام جباب
ام جباب (به عربی: أم جباب) یک روستا در سوریه است که در المخرم واقع شده‌است. ام جباب ۱٬۲۰۹ نفر جمعیت دارد.